# Dirka po Franciji 1935
Dirka po Franciji 1935 je bila 29. dirka po Franciji, ki je potekala leta 1935.

## Pregled
| Kategorije                          | Podatki       |
| ----------------------------------- | ------------- |
| Začetek-konec                       | Pariz - Pariz |
| Dolžina (km)                        | 4.338         |
| Število etap                        | 21            |
| Povprečna hitrost zmagovalca (km/h) | 30,650        |
| Kolesarjev                          | 93            |
| Tekmo končalo                       | 46            |